# Crna Klada
Crna Klada lakatlan falu Horvátországban, Eszék-Baranya megyében. Közigazgatásilag Nekcséhez tartozik.

## Fekvése
Eszéktől légvonalban 49, közúton 59 km-re nyugatra, Diakovártól légvonalban 26, közúton 44 km-re északnyugatra, községközpontjától légvonalban 9, közúton 13 km-re délre, Szlavónia középső részén, a Krndija-hegység déli lejtőin fekszik.

## Története
A település 1939-ben keletkezett Lobsica Crna Klada nevű határrészén, amikor a Zagorje területéről, főként Bednja környékéről horvátok települtek ide. Lakosságát 1948-ban számlálták meg először önállóan, amikor 109-en lakták. 1953-ban 30 ház állt a településen 120 lakossal, akik főként mezőgazdaságból éltek. A lakosság elvándorlása a világ minden részére 1971-ben kezdődött. Az 1991-es népszámlálás már csak egy lakost talált itt. Az innen elszármazottak minden évben Szent Izidor ünnepén gyűlnek össze a falu kápolnájánál.

## Lakossága
| Lakosság változása | Lakosság változása | Lakosság változása | Lakosság változása | Lakosság változása | Lakosság változása | Lakosság változása | Lakosság változása | Lakosság változása | Lakosság változása | Lakosság változása | Lakosság változása | Lakosság változása | Lakosság változása | Lakosság változása | Lakosság változása |
| ------------------ | ------------------ | ------------------ | ------------------ | ------------------ | ------------------ | ------------------ | ------------------ | ------------------ | ------------------ | ------------------ | ------------------ | ------------------ | ------------------ | ------------------ | ------------------ |
| 1857               | 1869               | 1880               | 1890               | 1900               | 1910               | 1921               | 1931               | 1948               | 1953               | 1961               | 1971               | 1981               | 1991               | 2001               | 2011               |
| 0                  | 0                  | 0                  | 0                  | 0                  | 0                  | 0                  | 0                  | 109                | 120                | 111                | 34                 | 1                  | 0                  | 0                  | 0                  |

## Nevezetességei
2012 májusában az innen elszármazottak adományiból építették újjá és szentelték fel Szent Izidor tiszteletére szentelt kápolnáját a leégett régi kápolna helyett.